# Oldenico
Oldenico (piemontiul: Aunì vagy Audnì) település Olaszországban, Vercelli megyében. Lakosainak száma 226 fő (2023. január 1.). Oldenico Caresanablot, Quinto Vercellese, San Nazzaro Sesia, Villata, Albano Vercellese és Collobiano községekkel határos.

## Népesség
A település népességének változása:
| Lakosok száma | 240  | 225  | 226  |
|               | 2017 | 2018 | 2023 |